# Hazel (banda)
Hazel foi uma banda americana de rock alternativo, formada em Portland, Orégon de 1992 a 1997. A banda era um quarteto, composto por Jody Bleyle (bateria e vocal), Pete Krebs (guitarra e vocal), Brady Payne Smith (baixo) e Fred Nemo (dançarino).

## Membros
- Jody Bleyle (bateria e vocal)
- Pete Krebs (guitarra e vocal)
- Brady Payne Smith (baixo)
- Fred Nemo (dançarino)

## Discografia

### Álbuns de estúdio
- Toreador of Love (Sub Pop) 1993
- Are You Going to Eat That (Sub Pop) 1995

### Outros álbuns
- Lucky Dog (Sub Pop) 1993
- Live in Portland (Live album, two concerts recorded in 1993) 2016

### Singles/EPs
- Heida b/w Pop Uncle (Candy-Ass Records) 1992 (Single)
- J.Hell b/w Day-Glo/Joe Louis Punchout (Cavity Search Records) 1992 (Single)[2]
- Day Glo b/w Constipation (Sub Pop) 1993 (Promo single)
- Jilted (Sub Pop) 1993 (EP)
- Blank Florida b/w Motor Sport Daredevils (Pacific Wonderland Records) 1994 (Single)
- Wintogreen b/w King Twist (Cavity Search Records) 1994 (Single)
- Airiana (Candy-Ass Records) 1997 (EP)
- Romeo b/w Incendiary (Candy-Ass Records) 1997